# 奧巴赫河 (皮爾森湖)
48°02′06″N 11°11′48″E / 48.0349°N 11.1968°E

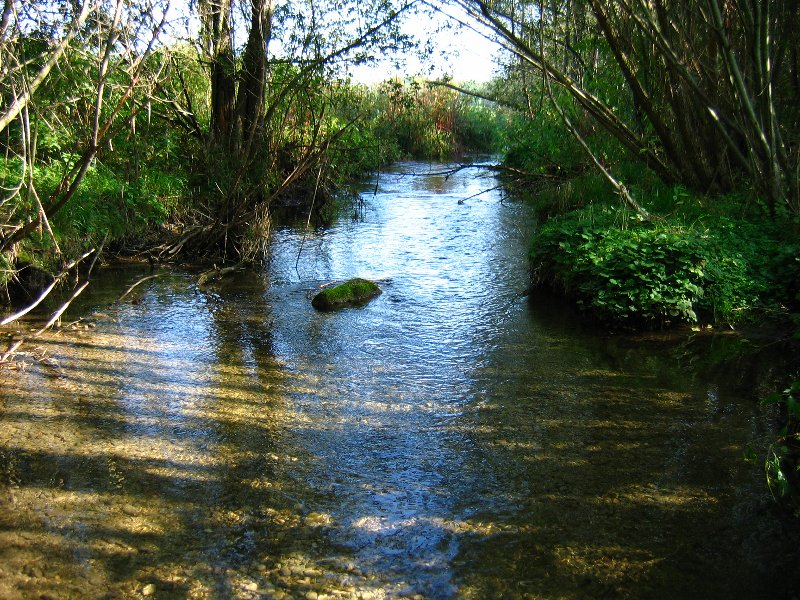

奧巴赫河（德語：Aubach），是德國的河流，位於該國東南部，由巴伐利亞負責管轄，屬於皮爾森湖的支流，流經施塔恩貝格縣，河道全長7公里，流經韋斯靈。